# Jeruzalémské hory
Jeruzalémské hory (hebrejsky הרי ירושלים‎, Harej Jerušalajim) jsou geopolitickou hornatou oblastí v Izraeli, v oblasti Jeruzaléma. Podle oficiální definice jsou Jeruzalémské hory součástí Judských hor, které se nachází v Jeruzalémském koridoru. Termín Jeruzalémské hory je spíše geopolitickým termínem, který se vžil pro označení části Judských hor, jež se nachází uvnitř Zelené linie, než termínem geografickým.
Plán OSN na rozdělení Palestiny zahrnoval část Jeruzalémského koridoru do území budoucího arabského státu a část do území pod mezinárodní správou, které zahrnovalo Jeruzalém. Během války za nezávislost obsadila tuto oblast brigáda Harel, čímž Stát Izrael získal opěrný bod v hornaté oblasti, přístupovou cestu do Jeruzaléma a oblast, která sloužila k výstavbě Západního Jeruzaléma.

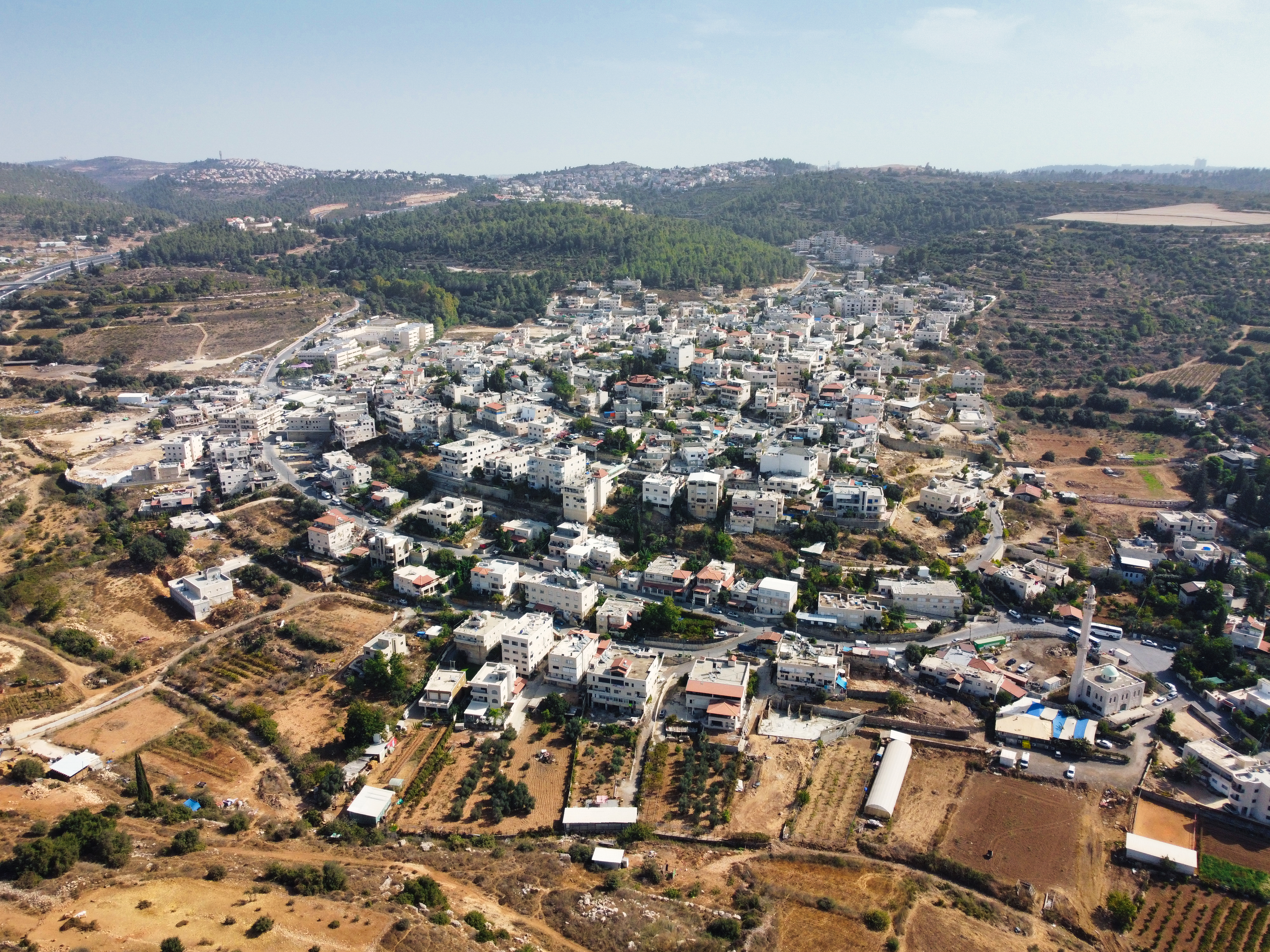
Ajn Nakuba a v pozadí Mevaseret Cijon

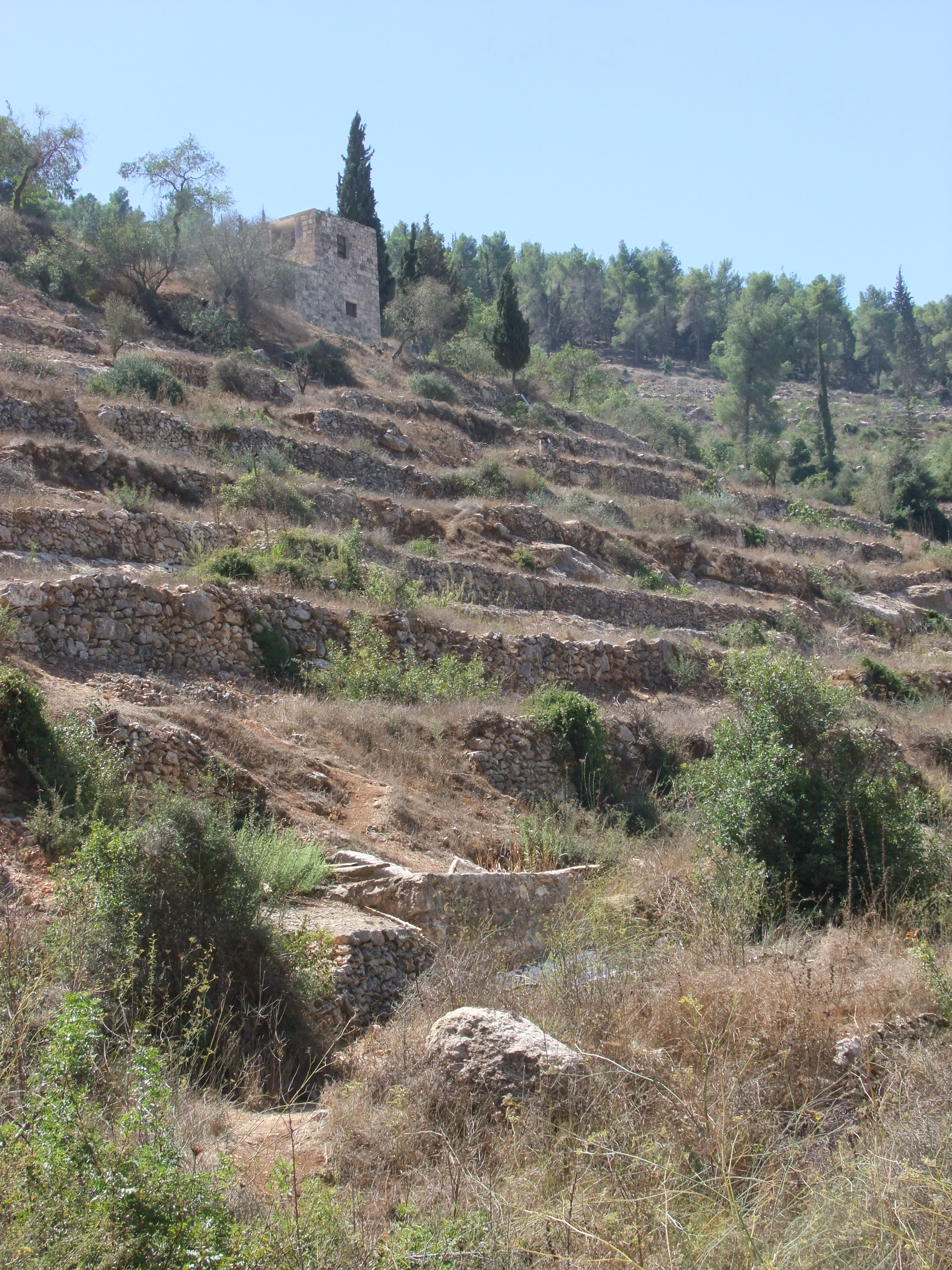
Pohled na terasy poblíž vádí Nachal Revida

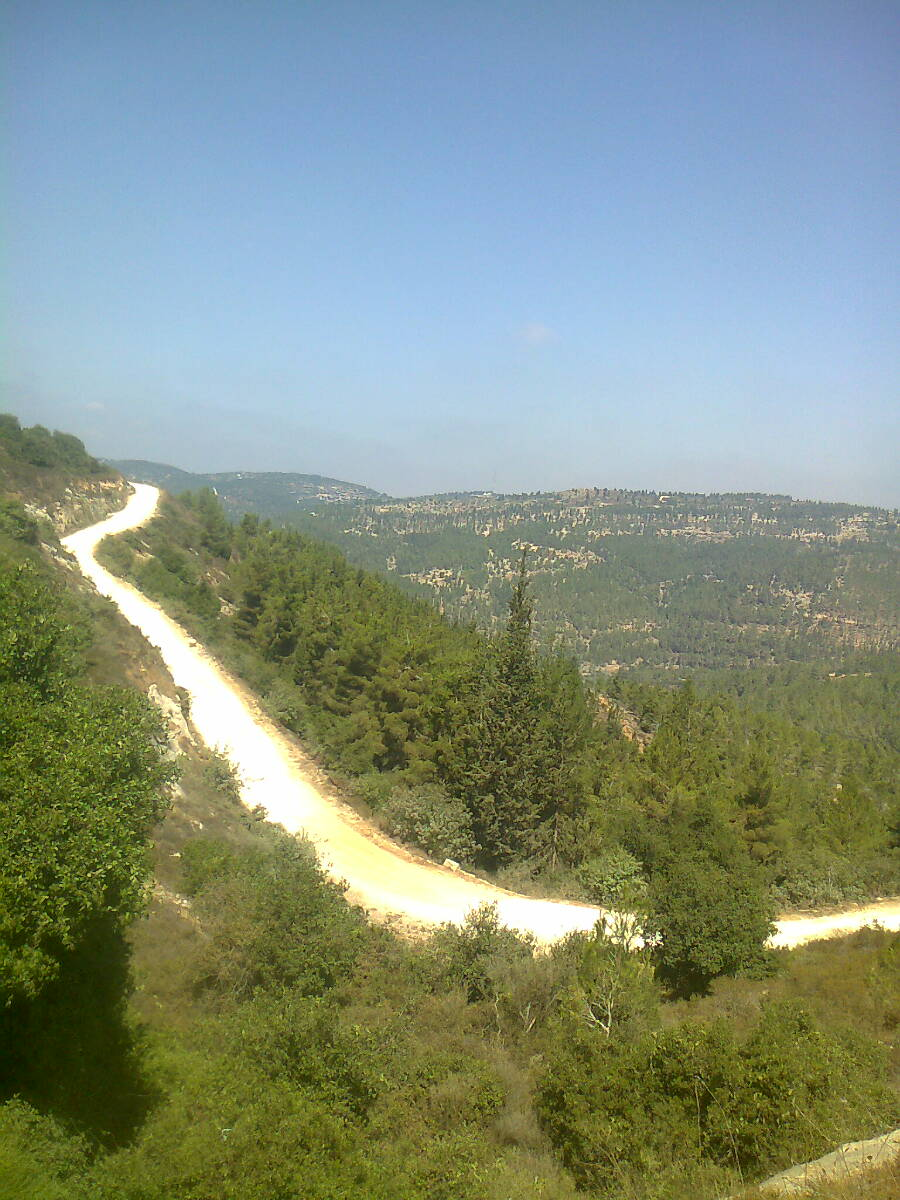
Turistická stezka vedoucí kolem nemocnice v Ejn Kerem

Průměrná výška Jeruzalémských hor je asi 650 metrů nad mořem. Svahy jsou strmé. Oblast odvodňuje jeden z největších vodních toků v Judských horách, Nachal Sorek. Údolím Jeruzalémských hor vede železniční trať Tel Aviv – Jeruzalém. Protéká zde Nachal Refa'im a Nachal Ksalon.

## Prominentní vrcholy v Jeruzalémských horách
- Har Gilo (917 m n. m.)
- Národní park Nebi Samu'el (884 m n. m.)
- Giv'at ha-Radar (880 m n. m.)
- Gilo (857 m n. m.)
- Ramot (850 m n. m.)
- Har Ora (848 m n. m.)
- Har Aminadav (842 m n. m.)
- Giv'at Ša'ul (840 m n. m.)
- Herzlova hora (834 m n. m.)
- Skopus (826 m n. m.)
- Olivová hora (826 m n. m.)
- Har Achiram (820 m n. m.)
- Giv'at ha-Matos (820 m n. m.)
- Har Nof (810 m n. m.)
- Har Tajasim (796 m n. m.)
- Har Acal – hřbet Armon ha-Naciv (795 m n. m.)
- Har Ma'oz – ha-Kastel (790 m n. m.)
- Har Ejtan (788 m n. m.)
- Har Cheret (780 m n. m.)
- Ejtanim (776 m n. m.)
- Har Haruach (774 m n. m.)
- Pisgat Ze'ev (772 m n. m.)
- Har Cova (769 m n. m.)
- Sijón (765 m n. m.)
- Reches Salmon (765 m n. m.)
- Har Choma (750 m n. m.)
- Har ha-Menuchot (750 m n. m.)
- Chrámová hora (743 m n. m.)
- Har Giora (722 m n. m.)
- Har Chocvim (700 m n. m.)
- Har Šefi (694 m n. m.)
- Har Ja'ala (664 m n. m.)
- Har Pitulim (628 m n. m.)
- Har Karmila (600 m n. m.)

Vrcholy Giv'at ha-Radar, Har Gilo a národní park Nebi Samu'el e nacházejí mírně mimo Zelenou linii.

## Sídla v Jeruzalémských horách
- Abú Ghoš
- Bejt Me'ir
- Ora
- Even Sapir
- Kirjat Je'arim
- Bejt Nekofa
- Bar Giora
- Giv'at Je'arim
- Har Adar
- Jad ha-Šmona
- Ksalon
- Mevo Bejtar
- Latrun
- Mevaseret Cijon
- Moca Ilit
- Mata
- Ma'ale ha-Chamiša
- Neve Ilan
- Nataf
- Nes Harim
- Ajn Nakuba
- Ajn Rafa
- Aminadav
- Cova
- Cur Hadasa
- Kirjat Anavim
- Ramat Razi'el
- Giv'at Ze'ev
- Šo'eva

## Požáry
V letech 1987 až 2009 došlo v Jeruzalémských horách k přibližně 4 000 požárů, přičemž většina z nich zachvátila plochu menší než 100 dunamů. Odhaduje se, že k rozsáhlému požáru (poškození nejméně 6 000 dunamů) dochází v průměru jednou za 12 let a k požáru o rozloze 1 500 dunamů dochází v průměru jednou za čtyři roky. Několik významných požárů:
- Požár v Izraeli 1995 – vypukl 2. července 1995 v západní části Jeruzalémských hor a zachvátil téměř 20 000 dunamů vysázeného lesa a přirozených lesních porostů v Jeruzalémských horách a v parku Jicchaka Rabina. Jednalo se o největší požár v historii Izraele až do požáru v pohoří Karmel v prosinci 2010.[3]
- Požáry v Izraeli 2016 – série požárů vypukla 25. listopadu 2016 a požáry spálily přes 14 000 dunamů lesa.
- Lesní požáry v Izraeli 2021 – série lesních požáru vypukla 15. srpna 2021 a požáry spálily asi 11 000 dunamů lesa.[4]